# Supersonic (nummer van J.J. Fad)
"Supersonic" is een single van de hiphopgroep J.J. Fad uit 1988, afkomstig van het gelijknamige studioalbum. Het nummer haalde de tiende positie in de Billboard Hot Dance/Club Play Songs-hitlijst en de 32e positie in de Hot R&B/Hip-Hop Singles & Tracks-hitlijst. "Supersonic" stond acht weken in de lijsten. 
Het nummer werd door de RIAA bekroond met de platina-status. Het nummer werd genomineerd voor een Grammy Award for Best Rap Performance in 1989. 

## Hitlijsten
| Hitlijst (1988)                  | Hoogste positie |
| -------------------------------- | --------------- |
| U.S. Billboard Hot 100           | 30              |
| U.S. Billboard Hot Black Singles | 22              |
| U.S. Billboard Dance Chart       | 10              |